# Cucurbiturile

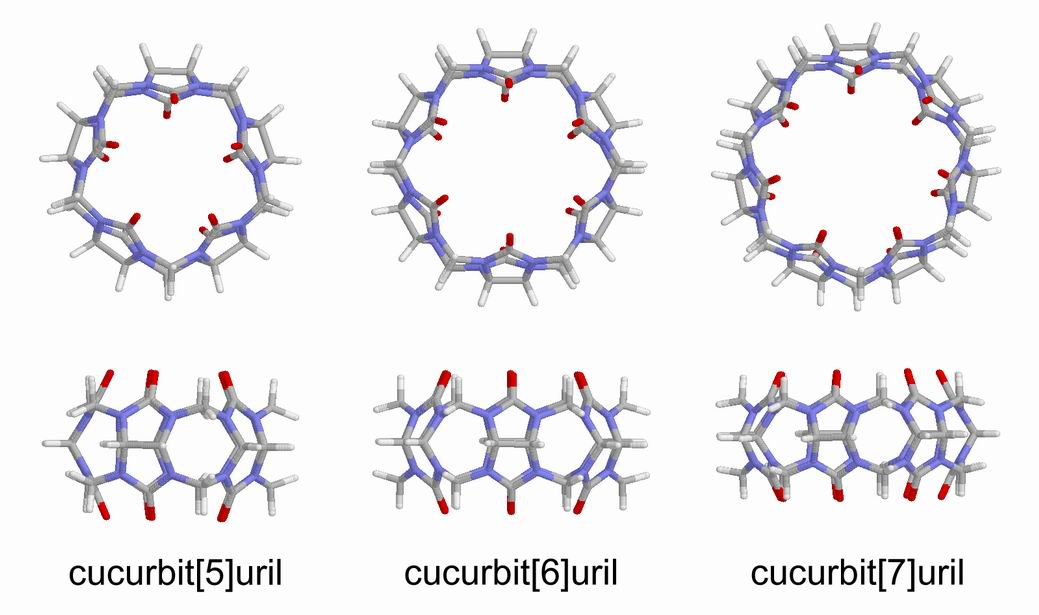
Strutture dei cucurbiturili CB[5], CB[6] e CB[7] con vista della cavità dall'alto e vista laterale

I cucurbiturili sono macrocicli costituiti dalla ripetizione di unità monomeriche di glicolurile (=C4H2N4O2=) collegate attraverso ponti metilenici (-CH2-). Gli atomi di ossigeno si estendono rivolgendosi verso l'interno della struttura macrociclica, formando una cavità parzialmente chiusa. Il loro nome deriva dalla somiglianza di queste molecole con la zucca della famiglia delle Cucurbitaceae.
Un cucurbiturile viene comunemente scritto come cucurbit[n]urile, dove n indica il numero di unità di glicolurile. Sono anche usate le due abbreviazioni CB[n], o più semplicemente CBn.
Questi composti sono di particolare interesse in chimica, in quanto rappresentano delle molecole ospitanti in grado di legare una serie di specie cationiche o neutre. Il legame si ritiene sia dovuto a interazioni idrofobiche e, nel caso di ospiti cationici, anche a interazioni catione-dipolo. Le dimensioni dei cucurbiturili sono generalmente dell'ordine dei 10 Å. Per esempio, la cavità del cucurbit[6]urile ha un'altezza di circa 9,1 Å, un diametro esterno di circa 5,8 Å, e un diametro interno di circa 3,9 Å.

## Sintesi
I cucurbiturili sono stati sintetizzati per la prima volta nel 1905 dai tre chimici tedeschi Behrend, Meyer e Rusche, tramite condensazione del glicolurile con formaldeide secondo la reazione 3 C4H6N4O2 + 4 CH2O → C16H18N12O6 + 4 H2O. L'esatta struttura è stata descritta solamente nel 1981.
I cucurbiturili possono essere sintetizzati facendo reagire l'urea (1) con una dialdeide come il gliossale (2) attraverso un'addizione nucleofila con formazione di un glicolurile intermedio (3). Questo intermedio viene fatto condensare con formaldeide (4) in presenza di acido solforico a temperatura superiore di 110 °C con formazione dell'esamero cucurbit[6]urile (5):
In condizioni ordinarie, monomeri multifunzionali come l'intermedio mostrato sopra subirebbero una polimerizzazione a stadi con una distribuzione di prodotti diversi, ma a causa delle tensioni strutturali e dell'abbondanza di legami a idrogeno viene favorito l'esamero come unico prodotto di reazione. Diminuendo la temperatura a cui è condotta la reazione a valori compresi tra i 75 e i 90 °C è possibile sintetizzare la gamma di cucurbiturili che varia da CB[5] a CB[10].